# Samaritana da Polenta
Samaritana da Polenta (Ravenna, ... – Ravenna, 1393 circa) è stata una nobile italiana.

## Biografia
Era figlia di Guido III da Polenta e di Lisa d'Este (?-1402).
Nel 1378 sposò con nozze straordinarie Antonio della Scala, ultimo signore di Verona. Arrogante e superba le piacque vivere nel lusso, corteggiata da damigelle e servitori. Il marito, succube di lei, disperse le numerose ricchezze lasciategli dal padre, accelerando così la fine della famiglia. Alla cacciata degli Scaligeri da Verona, i Visconti provvidero a disperdere anche i numerosi cortigiani di Samaritana, che fu costretta a riparare a Ravenna. Nel 1391 partecipò ad una sollevazione ordita da Francesco II da Carrara contro i Visconti, convinta di riprendere Verona. Morì a Ravenna nel 1393 circa.

## Discendenza
Samaritana e Antonio ebbero quattro figli:
- Polissena
- Canfrancesco
- Taddea
- Cleofe

## Ascendenza
|                                                |                                            |                                      | Genitori                                     |  |  | Nonni |  |  | Bisnonni                                 |  |  | Trisnonni                                |  |
|                                                |                                            |                                      |                                              |  |  |       |  |  | Ostasio I da Polenta, signore di Ravenna |  |  | Bernardino da Polenta, signore di Cervia |  |
|                                                |                                            |                                      |                                              |  |  |       |  |  | Ostasio I da Polenta, signore di Ravenna |  |  | Bernardino da Polenta, signore di Cervia |  |
|                                                |                                            | Maddalena Malastesta                 |                                              |  |  |       |  |  | Ostasio I da Polenta, signore di Ravenna |  |  |                                          |  |
| Bernardino I da Polenta, signore di Ravenna    |                                            |                                      |                                              |  |  |       |  |  | Ostasio I da Polenta, signore di Ravenna |  |  |                                          |  |
|                                                |                                            | Lieta Argogliosi                     | Marchese degli Argugliosi, podestà di Faenza |  |  |       |  |  |                                          |  |  |                                          |  |
|                                                |                                            | Lieta Argogliosi                     | Marchese degli Argugliosi, podestà di Faenza |  |  |       |  |  |                                          |  |  |                                          |  |
|                                                |                                            | Lieta Argogliosi                     | …                                            |  |  |       |  |  |                                          |  |  |                                          |  |
| Guido III da Polenta, signore di Ravenna       |                                            | Lieta Argogliosi                     |                                              |  |  |       |  |  |                                          |  |  |                                          |  |
|                                                |                                            | …                                    | …                                            |  |  |       |  |  |                                          |  |  |                                          |  |
|                                                |                                            | …                                    | …                                            |  |  |       |  |  |                                          |  |  |                                          |  |
|                                                |                                            | …                                    | …                                            |  |  |       |  |  |                                          |  |  |                                          |  |
| Maddalena Balbi                                |                                            | …                                    |                                              |  |  |       |  |  |                                          |  |  |                                          |  |
|                                                |                                            | …                                    | …                                            |  |  |       |  |  |                                          |  |  |                                          |  |
|                                                |                                            | …                                    | …                                            |  |  |       |  |  |                                          |  |  |                                          |  |
|                                                |                                            | …                                    | …                                            |  |  |       |  |  |                                          |  |  |                                          |  |
| Samaritana da Polenta                          |                                            | …                                    |                                              |  |  |       |  |  |                                          |  |  |                                          |  |
|                                                | Aldobrandino II d'Este, signore di Ferrara | Obizzo II d'Este, signore di Ferrara |                                              |  |  |       |  |  |                                          |  |  |                                          |  |
|                                                | Aldobrandino II d'Este, signore di Ferrara | Obizzo II d'Este, signore di Ferrara |                                              |  |  |       |  |  |                                          |  |  |                                          |  |
|                                                | Aldobrandino II d'Este, signore di Ferrara | Jacopina Fieschi                     |                                              |  |  |       |  |  |                                          |  |  |                                          |  |
| Obizzo III d'Este, signore di Ferrara e Modena | Aldobrandino II d'Este, signore di Ferrara |                                      |                                              |  |  |       |  |  |                                          |  |  |                                          |  |
|                                                |                                            | Alda Rangoni                         | Tobia Rangoni, podestà di Reggio Emilia      |  |  |       |  |  |                                          |  |  |                                          |  |
|                                                |                                            | Alda Rangoni                         | Tobia Rangoni, podestà di Reggio Emilia      |  |  |       |  |  |                                          |  |  |                                          |  |
|                                                |                                            | Alda Rangoni                         | Caracosa Meli Lupi                           |  |  |       |  |  |                                          |  |  |                                          |  |
| Elisa d'Este                                   |                                            | Alda Rangoni                         |                                              |  |  |       |  |  |                                          |  |  |                                          |  |
|                                                |                                            | Iacopo Ariosti                       | …                                            |  |  |       |  |  |                                          |  |  |                                          |  |
|                                                |                                            | Iacopo Ariosti                       | …                                            |  |  |       |  |  |                                          |  |  |                                          |  |
|                                                |                                            | Iacopo Ariosti                       | …                                            |  |  |       |  |  |                                          |  |  |                                          |  |
| Lippa Ariosti                                  |                                            | Iacopo Ariosti                       |                                              |  |  |       |  |  |                                          |  |  |                                          |  |
|                                                |                                            | …                                    | …                                            |  |  |       |  |  |                                          |  |  |                                          |  |
|                                                |                                            | …                                    | …                                            |  |  |       |  |  |                                          |  |  |                                          |  |
|                                                |                                            | …                                    | …                                            |  |  |       |  |  |                                          |  |  |                                          |  |
|                                                |                                            | …                                    |                                              |  |  |       |  |  |                                          |  |  |                                          |  |